# Грибель, Отто
Отто Грибель (нем. Otto Griebel, 31 марта 1895, Меране — 7 марта 1972, Дрезден) — немецкий художник и график, работавший в таких направлениях живописи, как новая предметность и революционный, социалистический реализм.

## Жизнь и творчество
О.Гибель родился в семье обойщика. 1909 он начинает обучение на художника-оформителя, затем поступает в дрезденскую Высшую школу искусств, где знакомится с Отто Диксом. С 1911 и до призыва в действующую армию в 1915 он изучает роспись по стеклу у Йозефа Голлера в Школе прикладного искусства в Дрездене, пишет свои первые картины маслом.
В августе 1915 года О.Грибель отправляется солдатом на фронт. После окончания Первой мировой войны он становится членом дрезденского Рабоче-солдатского Совета и вступает в Коммунистическую партию Германии. В 1919 О.Грибель поступает в Дрезденскую Академию художеств, в класс Роберта Штерля и знакомится с Оскаром Кокошкой. В 1919—1920 годах художник увлекается дадаизмом, сближается с такими мастерами, как Георг Грош и Джон Хартфилд. Переехав в Берлин, О.Грибель в 1924 участвует в художественном движении Дрезденский сецессион. Был участником групп Молодой Рейнланд в Дюссельдорфе, берлинской Ноябрьской группы, одним из основателей «Красной группы» в Дрездене и др.
В 1933 году, после прихода в Германии к власти национал-социалистов, О.Грибель был арестован гестапо, а его работы объявлены «чуждым коммунистическим искусством». Большая часть его полотен погибла во время бомбардировки Дрездена в феврале 1945 года американцами. После окончания войны художник до 1960 года преподаёт на Рабоче-крестьянском факультете в дрезденской Высшей художественной школе.
О.Грибель был также одарённым артистом кукольного театра, он создавал театральные декорации для кукольных представлений. В соприкосновение с кукольным театром он вошёл благодаря своему другу, уроженцу Дрездена и кукольному актёру Отто Кунце.

## Сочинения
- Ich war ein Mann der Straße. Lebenserinnerungen eines Dresdner Malers (Я был человек улицы. Воспоминания дрезденского художника). Aus dem Nachlaß herausgegeben von Matthias Griebel u. Hans-Peter Lühr. Nachwort von Manfred Jendryschik. Mitteldeutscher Verlag, Halle/Leipzig 1986.

## Галерея
- Автобиографическая книга Отто Грибеля, с иллюстрациями автора